# Kumiko Watanabe
Kumiko Watanabe (渡辺 久美子?, Watanabe Kumiko; Prefettura di Chiba, 7 ottobre 1965) è una doppiatrice e attrice giapponese.
Durante la sua carriera ha lavorato per la Arts Vision. Watanabe è nota soprattutto per aver doppiato il Sergente Keroro in Keroro, Shippo in InuYasha e Klonoa nell'omonima serie. 

## Doppiaggio

### Anime
- Nadja (Mario)
- Atashin'chi (Madre)
- Let's & Go - Sulle ali di un turbo (J)
- Beyblade G-Revolution (Julia)
- Bonobono (Bonobono)
- Brain Powerd (Eiko Isami (Quincy Issā), Kumazō)
- Brave Exkaiser (Kouta Hoshikawa)
- Yui ragazza virtuale (Eco)
- PPG Z (Rod)
- Digimon Frontier (Tomoki Himi)
- Dokidoki! Pretty Cure (Regina)
- Sensei no ojikan (Linda Matsumoto)
- Il conte di Montecristo (Héloïse de Villefort)
- Gun Sword (Catharine)
- Hamtaro (Moguru-kun)
- Hikaru no go (Hideki Isobe)
- InuYasha (Shippo)
- Juuni Senshi Bakuretsu Eto Ranger (Bītābin)
- Kirby (Benikage)
- Konjiki no Gash Bell!! (Alm, Sauza, fratello minore)
- Lucky Star (Female Animate Worker)
- MegaMan NT Warrior serie (Tōru Hikawa)
- Kidō senshi Victory Gundam (Katejina Loos)
- Muka Muka Paradise (Shikatani)
- Nintama Rantarō (Kingo Minamoto)
- One Piece (Fukuro)
- Planetes (Claire Rondo)
- La rivoluzione di Utena (Shadow girl C-ko)
- I 5 samurai (Yamano Jun)
- Sailor Moon (JunJun, Kigurumiko)
- Samurai 7 (Honoka)
- Keroro (Keroro, madre di Dororo, Capitano Geroro)
- Shangri-La (Klaris Lutz)
- Tomo-chan Is a Girl! (Akemi Aizawa)
- Turn A Gundam (Fran Doll)
- Zoids: Chaotic Century (Moonbey)

### OAV
- The Heroic Legend of Arslan (Alfreed)
- Lucky Star (Keroro)
- Mad Bull 34 (Yín-Yuè)
- Ojamajo Doremi Naisho (Fami Harukaze)
- I 5 samurai serie (Yamano Jun)
- Tekkaman Blade II (Anita)

### Film d'animazione
- Atashin'chi (Madre)
- InuYasha Movie (Shippo)
- Keroro Movie (Keroro Gunso)

### Videogiochi
- Ace Combat 3: Electrosphere (Fiona Chris Fitzgerald)
- Alpine Racer 3 (Klonoa)
- Armored Core: Master of Arena (Lana Neilson)
- Armored Core: Nexus (Additional voices)
- Breath of Fire IV (Ursula)
- Breath of Fire: Dragon Quarter (Lin)
- Final Fantasy Fables: Chocobo's Dungeon (Dungeon Hero X)
- Final Fantasy Crystal Chronicles Remastered (Sheula)
- Gotcha Force (Kou Ishido, Kotaro Shimano)
- Kensei:Sacred Fist (Hong Yuli)
- Keroro RPG: Kishi to Musha to Densetsu no Kaizoku (Keroro)
- Klonoa: Door to Phantomile (Klonoa)
- Klonoa 2: Lunatea's Veil (Klonoa)
- Klonoa Beach Volleyball (Klonoa)
- Klonoa Heroes: Densetsu no Star Medal (Klonoa)
- Klonoa (videogioco 2008) (Klonoa)
- League of Legends (Kennen)
- Lunar: Eternal Blue (Red Priestess Mauri)
- Lunar 2: Eternal Blue Complete (Red Priestess Mauri)
- Magic Pengel: The Quest for Color (voci aggiuntive)
- Muramasa Rebirth (Rajyaki)
- Muv-Luv Alternative (Isumi Michiru)
- Namco X Capcom (Klonoa, Amazona)
- Persona 2: Innocent Sin (Lady Scorpion/Anna Yoshizaka)
- Shenmue II (Wong)
- Tales of Vesperia (Karol Capel)
- Tales of the Rays (Karol Capel, Keroro)
- The Legend of Zelda: Breath of the Wild (Yunobo)
- The Neverhood (Willy Trombone)
- Xenogears (Chu-Chu, Dan)

### Anime CD
- Kouji Tsujitani feat. Houko Kuwashima e Kumiko Watanabe in 風のなかへ - Into the Wind (Kaze no Naka e)

### Altro
- Picchiarello (Picchiarello)
- Ed, Edd & Eddy (Jimmy), (Jonny 2/4)

## Doppiatrici e doppiatori italiani
- Laura Latini in Babil Junior - La Leggenda
- Alessandro Germano in The Legend of Zelda: Breath of the Wild[1]